# Şah Dili
Şah Dili är en landtunga i Azerbajdzjan.   Den ligger i distriktet Baku, i den östra delen av landet, 40 km öster om huvudstaden Baku.
Terrängen inåt land är mycket platt. Närmaste större samhälle är Zyrya, 14,2 km norr om Şah Dili. 

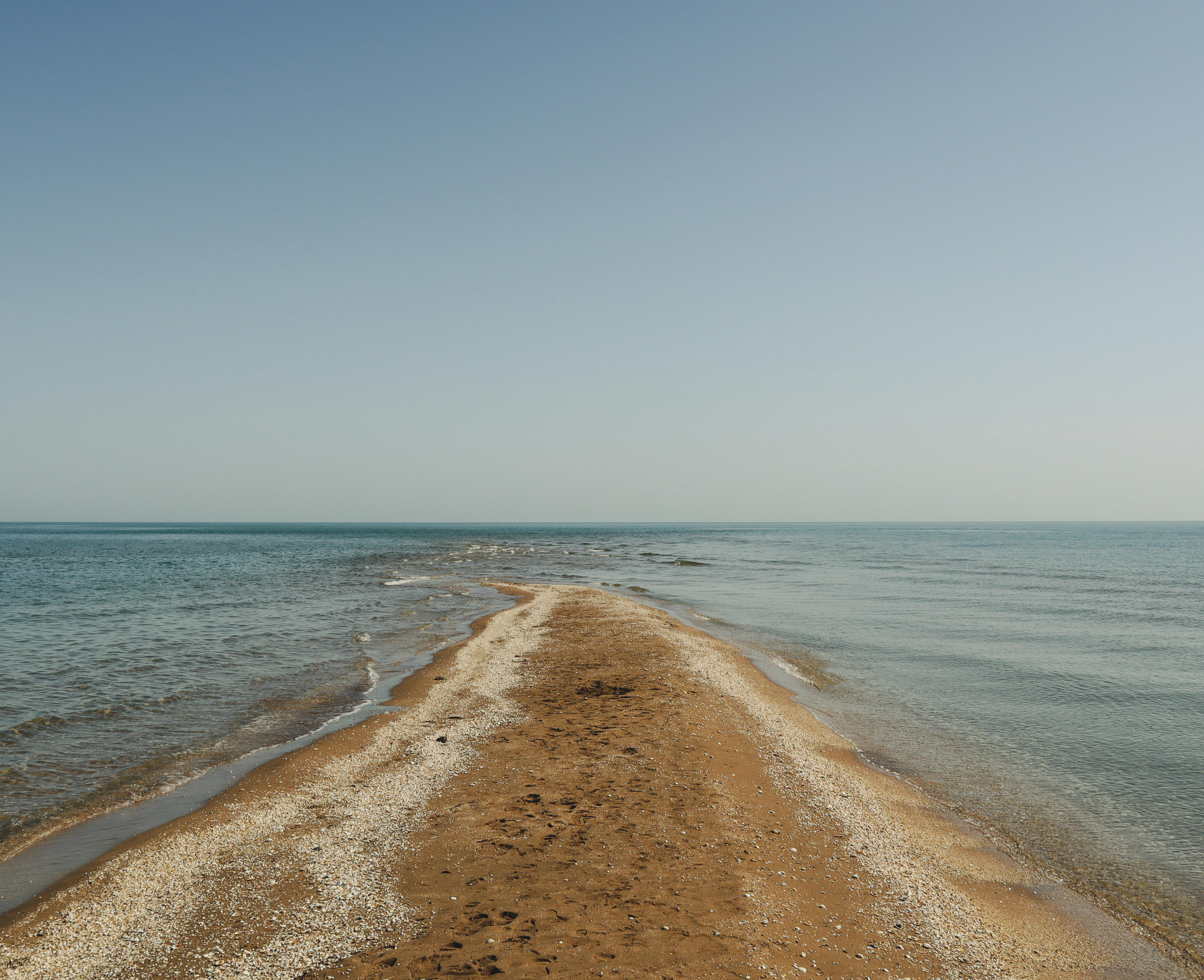